# Gaiman (Argentine)
Gaiman est une ville d'Argentine, chef-lieu du département de Gaiman en province de Chubut.

## Toponymie
Son nom signifie "pointe de pierre" en idiome tehuelche.

## Situation
La localité est située en Patagonie argentine dans la vallée inférieure du fleuve Chubut, à 15 kilomètres à l'ouest de la ville de Trelew, sur la rive gauche du fleuve. 

Grâce à la route nationale 25, elle communique avec la ville d'Esquel (au pied de la Cordillère des Andes).
La distance de Buenos Aires à Gaiman est de 1 450 km par la route nationale 3. L'aéroport de Trelew est à 20 km de la ville.

## Population
La ville comptait 4 292 habitants en 2001, soit 34 % de plus que les 3 205 personnes recensées en 1991.
Une projection réalisée le 30 décembre 2008 par la DGCYE a estimé la population à 7 035 habitants.

## Tourisme
La vieille immigration galloise a marqué la ville de son empreinte.
- Musée régional Gallois, dans la vieille gare du Ferrocarril Nacional Patagónico.
- Musée Anthropologique
- Parc El Desafío, sur la rive du río Chubut, créé en 1980
- Parc paléontologique "Bryn Gwyn", à 10 km de Gaiman (en gallois, Bryn Gwyn signifie "Colline blanche"), dépendant du Musée de Paléontologie Egidio Feruglio, situé à Trelew, à 25 km de Gaiman
- Salons de thé gallois